# مهدی حسن سرابون
مهدی حسن سرابون (بنگالی: মেহেদী হাসান শ্রাবণ؛ زادهٔ ۱۲ اوت ۲۰۰۵) بازیکن فوتبال اهل بنگلادش است.
وی همچنین در تیم‌های ملی فوتبال زیر ۲۳ سال بنگلادش، و بنگلادش بازی کرده است.